# 메트로폴리탄 오페라

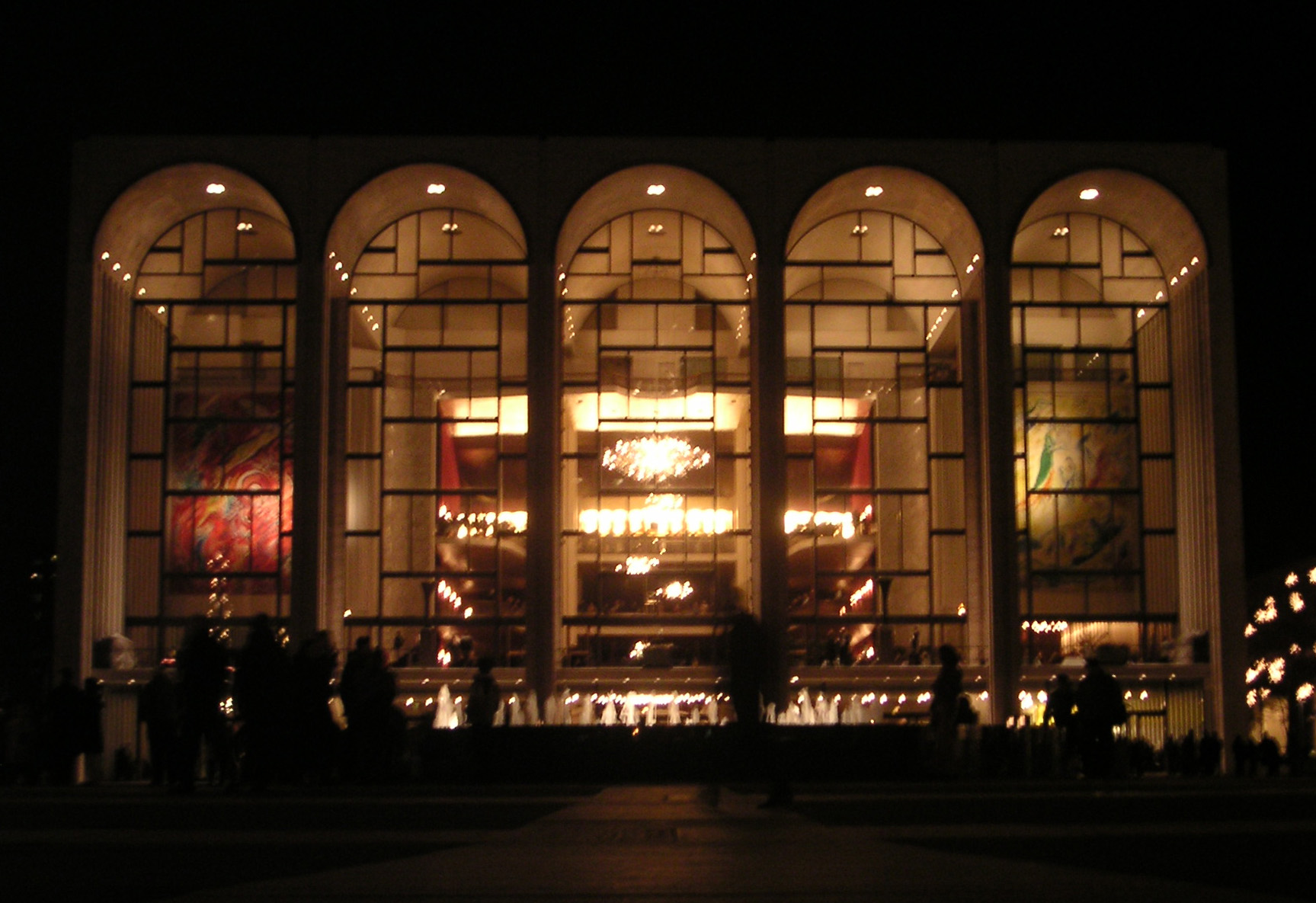
링컨 공연 예술 센터내에 위치한 메트로폴리탄 오페라 하우스. 링컨 센터 플라자에서 바라본 모습

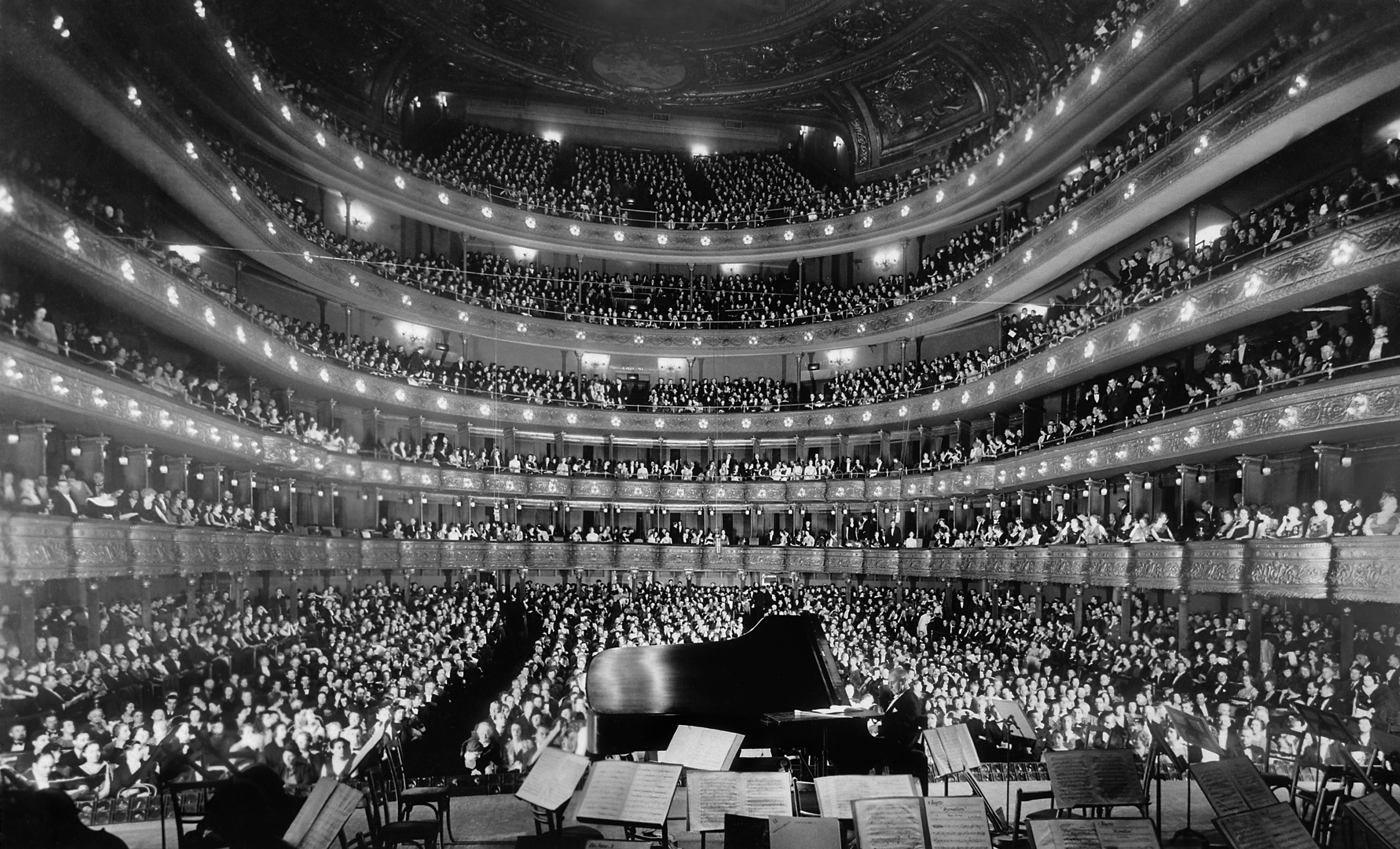
무대 뒷면에서 바라본 구 메트로폴리탄 오페라의 전체 모습으로, 1937년 11월 28일, 피아니스트 조세프 호프만의 연주회.

메트로폴리탄 오페라(Metropolitan Opera)는 미국 뉴욕의 가극단이다. 1880년 4월에 건립되었으며, 그랜드 오페라의 주요한 제공자이다. 단순히 더 메트(The Met)이라고 불리는 경우가 많다.
메트로폴리탄 오페라는 미국의 가장 큰 클래식 음악 조직으로, 매년 240회의 오페라 공연을 상연한다. 이 오페라단의 거주지인 메트로폴리탄 오페라 하우스는 세계의 최고의 오페라 무대 중 하나이다. 메트로폴리탄 오페라는 공연예술을 위한 링컨 센터의 12번째 조직 중 하나이다.

## 오페라단
메트로폴리탄 오페라는 1880년 아카데미 오브 뮤직(Academy of Music)의 대안으로서 창립되었다.

## 오페라 극장

### 링컨 센터
1883년 10월에 150만달러를 들여 완성하여 <파우스트>로 개장, 그 후 유럽 오페라계의 최고의 존재가 되었다. 전 세계로부터 제1급의 가수나 지휘자, 연출가, 악원 등을 모아 메트로폴리탄에서는 이탈리아, 독일, 프랑스, 그 밖의 오페라를 원어로 들을 수 있다. 이 곳에 서는 것이 세계 오페라 가수의 숙원이며 명가수로서 이 무대에 오르지 않은 사람은 거의 없다. 1967년 9월부터는 신축된 링컨 센터의 대극장으로 이전하였는데, 3,800명을 수용하는 새 극장은 무대 기구에서 음악효과 등 거의 가극장으로서의 중요한 것은 모두 최신 최고의 설비로 갖추어 놓았다. 그리고 일류의 사람들과 계약하여 높은 수준의 상연을 하고 있으나 한편으로는 내셔널 오페라 캄파니를 조직하여 미국인 오페라 가수 양성에도 주력하고 있다.

## 수석 지휘자와 음악 감독
- 발터 담로슈 (1884–1891)
- 안톤 자이들 (1884–1897)
- 구스타프 말러 (1908–1910) (수석 지휘자)
- 아르투로 토스카니니 (1908–1915) (수석 지휘자)
- 아르투르 보단츠키 (1915–1939) (독일 오페라 전담)
- 에리히 라인스도르프 (1939–1942) (독일 오페라 전담)
- 조지 셀 (1942–1946)
- 프리츠 부슈 (1945–1949)
- 프리츠 라이너 (1949–1953, 수석 지휘자)
- 드미트리 미트로플로스 (1954–1960, 수석 지휘자)
- 에리히 라인도르프 (1956–1962, 음악 고문)
- 라파엘 쿠벨릭 (1973-1974, 음악 감독)
- 제임스 리바인 (1976-2016, 음악 감독), (1986-2004 예술 감독), (2016- 명예 음악 감독)
- 발레리 게르기에프 (1997-2008, 수석 객원 지휘자)
- 파비오 루이지 (2010-2011, 수석 객원 지휘자), (2011-2017, 수석 지휘자)
- 야닉 네제세갱 (2017-2020, 음악 감독 대행), (2020- 음악 감독)

## 같이 보기
- 메트로폴리탄 오페라 고선명 라이브(Metropolitan Opera Live in HD)
- 메트로폴리탄 오페라 라디오
- 메트로폴리탄 오페라 발레
- MTV 비디오 뮤직 어워드

## 참고 자료
- 이 문서에는 다음커뮤니케이션(현 카카오)에서 GFDL 또는 CC-SA 라이선스로 배포한 글로벌 세계대백과사전의 "세계의 가극장" 항목을 기초로 작성된 글이 포함되어 있습니다.